# Дубенко Прокіп Михайлович
Прокіп Миколайович (Дубенко), псевдонім Дуб, помилково Чуб (1841, Макіївка, Ніжинський повіт, Чернігівська губернія, Російська імперія (тепер Носівського району Чернігівської обл.) — 1903) — кобзар.

## Біографічні відомості
У чотири роки осліп. В 16 років почав вчитися в кобзаря Овсія в Конотопі а потім у П. Братиці. Ходив разом з Павлом Братицею та Федором Кожухівським. Василь Горленко писав у 1883 р., що Дубові зробив майстер вербову бандуру і за роботу взяв 1 карбованець.
Людвік Куба зробив з нього портрет й описав бандуру. Бандура мала 4 баски (соль, до, ре, соль) і 16 приструнків (від ля в тональності соль мажор від ля до сі).
В 1901 Дуб був вже старий і не міг бандуру держати.
Співав дуетом з кобзарем Павлом Братицею.
Кобза Дубенка мала 4 довгі струни — баски (соль, до, ре, соль) для низьких супровідних голосів і 16 коротких — приструнків (ля, сі, до, ре, мі, фадієз, соль, ля, сі, до, ре, мі, фа-дієз, ля, сі) для високих (за даними Людвіка Куби).

## Репертуар
У репертуарі — думи: («Про Б.Хмельницького і Барабаша», «Про трьох братів Азовських», «Про козака Голоту»), духовні та гумористичні пісні, псальми та пісні побутового сатиричного змісту, а також танцювальні мелодії.
За твердженням А.Малинки П. М. Дуб (у нього помилково написано Чуб) дум не грав.
За даними Н. Ф. Сумцова кобзарі Панас Братиця і Прокіп Дуб співали в Ніжині думи: «Про Б. Хмельницького і Барабаша», «Про трьох братів Азовських», «Про козака Голоту», а також духовні та гумористичні пісні.

### Учні
- Петро Гарасько
- Власко Семен